# Sumrall
Sumrall es un pueblo del Condado de Lamar, Misisipi, Estados Unidos. Según el censo de 2000 tenía una población de 1.005 habitantes y una densidad de población de 181.3 hab/km².

## Demografía
Según el censo de 2000, había 1.005 personas, 406 hogares y 265 familias residiendo en la localidad. La densidad de población era de 181,3 hab./km². Había 436 viviendas con una densidad media de 78,7 viviendas/km². El 76,62% de los habitantes eran blancos, el 22,29% afroamericanos, el 0,10% amerindios, el 0,10% de otras razas y el 0,90% pertenecía a dos o más razas. El 0,70% de la población eran hispanos o latinos de cualquier raza.
Según el censo, de los 406 hogares en el 34,5% había menores de 18 años, el 48,0% pertenecía a parejas casadas, el 15,8% tenía a una mujer como cabeza de familia y el 34,5% no eran familias. El 32,3% de los hogares estaba compuesto por un único individuo y el 17,2% pertenecía a alguien mayor de 65 años viviendo solo. El tamaño promedio de los hogares era de 2,43 personas y el de las familias de 3,09.
La población estaba distribuida en un 27,2% de habitantes menores de 18 años, un 9,2% entre 18 y 24 años, un 27,3% de 25 a 44, un 21,8% de 45 a 64 y un 14,6% de 65 años o mayores. La media de edad era 36 años. Por cada 100 mujeres había 87,9 hombres. Por cada 100 mujeres de 18 años o más, había 79,0 hombres.
Los ingresos medios por hogar en la localidad eran de 25.800 dólares ($) y los ingresos medios por familia eran 37.784 $. Los hombres tenían unos ingresos medios de 29.500 $ frente a los 16.786 $ para las mujeres. La renta per cápita para la ciudad era de 14.715 $. El 18,0% de la población y el 13,3% de las familias estaban por debajo del umbral de pobreza. El 20,7% de los menores de 18 años y el 25,4% de los habitantes de 65 años o más vivían por debajo del umbral de pobreza.

## Geografía
Según la Oficina del Censo de los Estados Unidos, la localidad tiene un área total de 5,6 km², todos ellos correspondientes a tierra firme.